# ماساتو فوروكاوا
ماساتو فوروكاوا (23 سبتمبر 1995 في اليابان - ) هو لاعب كرة قدم ياباني في مركز الدفاع. لعب مع SC Sagamihara ‏.

## وصلات خارجية
- ماساتو فوروكاوا على موقع رابطة كرة القدم اليابانية للمحترفين (اليابانية)
- ماساتو فوروكاوا على موقع Soccerway.com (الإنجليزية)
- ماساتو فوروكاوا على موقع عالم كرة القدم.نت (الإنجليزية)